# توت (مسلسل قصير)
توت (بالإنجليزية: Tut)‏ هو مسلسل قصير كندي أمريكي تم البدء في إعداده في سنة 2010 وعرض في يوليو 2015، هذا المسلسل يحكي عن حياة الفرعون المصري توت عنخ آمون وكان يتكون من 3 أجزاء وهو من بطولة بن كينغسلي وآفان جوجيا وسيبيلا دين وكايلي بونبوري وبيتر غاديوت وأيدو غولدبيرغ وستيفن توساينت ونونسو أنوزي وسيلاس كارسون وهو من إخراج دافيد فون أنكين.

## روابط خارجية
- توت على موقع IMDb (الإنجليزية)
- توت على موقع ميتاكريتيك (الإنجليزية)
- توت على موقع روتن توميتوز (الإنجليزية)
- توت على موقع ليتربوكسد (الإنجليزية)
- توت على موقع كينوبويسك (الروسية)
- توت على موقع ألو سيني (الفرنسية)
- توت على موقع قاعدة بيانات الفيلم (الإنجليزية)